# Philipp Eng
Philipp Eng, född 28 februari 1990 i Salzburg, är en österrikisk professionell racerförare och fabriksförare för BMW Motorsport i bl.a. DTM.

## Racingkarriär
| År                                               | Klass/Mästerskap             | Team                                  | Bil                                                    | Totalt/poäng | Bästa placering              |
| ------------------------------------------------ | ---------------------------- | ------------------------------------- | ------------------------------------------------------ | ------------ | ---------------------------- |
| 2006                                             | Formula BMW ADAC             | ADAC Berlin-Brandenburg               | Mygale FB02 (BMW K1200RS)                              | 10:a/73p     | ?                            |
| 2006                                             | Formula BMW UK               | Carlin Motorsport                     | Mygale FB02 (BMW K1200RS)                              | -/0p         | 14:e på Silverstone (Race 2) |
| 2007                                             | Formula BMW ADAC             | ADAC Berlin-Brandenburg               | Mygale FB02 (BMW K1200RS)                              | 3:a/595p     | 1:a på ? (Race ?)            |
| 2007                                             | Formula BMW World Final      | Mücke Motorsport                      | Mygale FB02 (BMW K1200RS)                              | 1:a          | 1:a                          |
| 2008                                             | Formula BMW Europe           | Mücke Motorsport                      | Mygale FB02 (BMW K1200RS)                              | -/0p         | 4:a på Spa (Race 1)          |
| 2008                                             | ATS Formel 3 Cup             | HS Technik Motorsport Ombra Racing    | Dallara F307 (Mercedes HWA) Dallara F307 (Mugen Honda) | 11:a/18p     | 3:a i Oschersleben (Race 1)  |
| 2008                                             | Formel 1 - Testförare        | BMW Sauber                            | BMW F1.08                                              |              |                              |
| 2009                                             | FIA Formula Two Championship | European Racing Events (huvudsponsor) | Williams JPH1 F2 (Audi)                                | 8:a/39p      | 1:a på Brands Hatch (Race 1) |
| 2010                                             | FIA Formula Two Championship |                                       | Williams JPH1B F2 (Audi)                               | 6:a/142p     | Tre segrar                   |
| 2011                                             | ADAC GT Masters              | Callaway Competition                  | Chevrolet Corvette Z06.R GT3                           | -/0p         | 7:a på Nürburgring (Race 1)  |
| 2011                                             | Porsche Carrera Cup Germany  | MRS Team PZ Aschaffenburg             | Porsche 911 GT3 Cup 997                                | -/0p         | Bröt                         |
| Senast uppdaterad: 2012-01-29 (4722 dagar sedan) |                              |                                       |                                                        |              |                              |